# Il conquistatore del West
Il conquistatore del West (Wagons West) è un film del 1952 diretto da Ford Beebe.
È un western statunitense con Rod Cameron, Noah Beery Jr., Peggie Castle, Michael Chapin e Henry Brandon.

## Produzione
Il film, diretto da Ford Beebe su una sceneggiatura di Daniel B. Ullman, fu prodotto da Vincent M. Fennelly per la Allied Artists tramite la Silvermine Productions e girato nell'area di Burro Flats, Simi Hills, e nel ranch di Corriganville, Simi Valley, in California, da fine settembre a metà ottobre 1951 e, per alcune scene aggiuntive, nel novembre dello stesso anno.

## Distribuzione
Il film fu distribuito con il titolo Wagons West negli Stati Uniti dal 6 luglio 1952 al cinema dalla Monogram Pictures.
Altre distribuzioni:
- in Danimarca il 26 febbraio 1954 (Gennem rødhudernes land)
- in Finlandia il 12 marzo 1954 (Lännen karavaani)
- in Svezia il 5 luglio 1954 (Det röda överfallet)
- in Brasile (Tráfico de Bárbaros)
- in Italia (Il conquistatore del West)

## Promozione
Le tagline sono:
- MILE-BY-MILE THEY FOUGHT THEIR WAY WESTWARD!...Through Hostile Territory and Countless Unseen Dangers!
- When CHEYENNE TERROR Swept The Plains!
- CHEYENNE on the Warpath!
- Above The Savage Cheyenne War Cries Sound The Challenge...'WAGONS WEST!"...In Blazing COLOR
- FROM THE DANGEROTS MISSOURI TO THE GUN-SMOKED CIMARRON LAY 400 TREACHEROUS MILES OF WAGON TRAIL!